# Тесей
Тесе́й, також Тезе́й (дав.-гр. Θησέας, досл. «сильний», «могутній») — один з найвизначніших персонажів давньогрецької міфології, культурний герой іонійців, подібний до дорійського Геракла. Син морського божества (Егеона або ж Посейдона) та земної жінки — Етри. Афінські міфи називали «земним» батьком Тесея афінського володаря Егея.
Місцем народження героя вважали Тройзен в Арголіді, місцем смерті — острів Скірос. Особливу роль в житті Тесея грав острів Евбея, населений в давнину племенем абантів. На острові існував його культ, старіший за афінський.
Міфи розповідали про численні звитяги Тесея в різних краях Греції, а також у підземному царстві. В Афінах його вважали місцевим царем, який об'єднав навколо цього міста історичну область Аттика і заклав основи політичного устрою афінського полісу (більшість сучасних істориків впевнена, що ці події відбулися вже після завершення «героїчної» епохи).

## Афінський цикл міфів про Тесея

### Родовід і походження
Афіняни називали батьком Тесея їхнього царя Егея, а матір'ю тройзенську царівну Етру. До зустрічі з Етрою Егей був одружений двічі: з Метою, дочкою Гоплета, та Халкіопою, дочкою Рексенора. Проте перша та друга дружини не мали дітей. Вважаючи, що це зла воля Афродіти, цар запровадив поклоніння їй в Афінах, а потім вирушив до Дельфійського оракула. Оракул дав туманне застереження: Егей не повинен розв'язувати кінці міху для вина, поки не підніметься на найвище місце в Афінах. По дорозі від оракула додому, Егей зустрів Медею, котра пообіцяла чаклунством забезпечити йому народження сина в обмін на клятву захищати її в Афінах від будь-яких ворогів.
Незабаром, коли Егей був у Тройзені, Етра вирушила на острів Сферія, щоб принести там жертву на могилі Сфера — візничого її діда Пелопа. Там, за сприяння Афіни, з нею злігся Посейдон. За його настановою, будь-яка дитина, котру народить від нього Етра впродовж наступних чотирьох місяців, зможе зватися дитиною Егея. Етра після цього заснувала на острові храм Афіни та запровадила звичай, за яким дівчата перед весіллям жертвували цьому храму свої пояси.
Егей постановив аби його син таємно ріс у Трезені, а сам повернувся в Афіни. Боячись, що його небожі уб'ють спадкоємця престолу, Егей наказав не розказувати про сина нікому до того часу, як хлопчик не доведе свою силу. Цар сховав свій меч і сандалі під скелею, які достойний спадкоємець повинен був дістати.
Етра народила хлопчика, яка одразу назвали Тесеєм. За іншою версією, він отримав це ім'я пізніше в Афінах. Ріс у Трезені або в Марафоні. Його опікуном був Пітфей, який обережно поширив чутку, що справжній батько хлопчика — це Посейдон. Навчав Тесея Коннід, на честь якого потім приносили в жертву барана в Тесейські свята. Коли Тесеєві було 7 років, разом з Пітфеєм обідав Геракл, повісивши свою накидку зі шкури лева на стілець. Діти злякалися її, сприйнявши за справжнього лева, окрім малого Тесея.

Коли Тесею виповнилося 16, він пожертвував пасмо свого волосся Аполлону. Зачіска, коли воїни голять перед голови, щоб вороги не могли схопити за волосся, відтоді називається тесейською. Дізнавшись від матері про своє походження, Тесей зсунув скелю та дістав з-під неї батьковий меч і сандалі. Попри настанову матері, він вирушив зустрітися з Егеєм не по морю, а по суші, наслідуючи Геракла.
|  |                |  |  |  |  |  |  |  |  |  |  |  |  |  |  |  |
|  | Еріхтоній      |  |  |  |  |  |  |  |  |  |  |  |  |  |  |  |
|  |                |  |  |  |  |  |  |  |  |  |  |  |  |  |  |  |
|  |                |  |  |  |  |  |  |  |  |  |  |  |  |  |  |  |
|  | Пандіон        |  |  |  |  |  |  |  |  |  |  |  |  |  |  |  |
|  |                |  |  |  |  |  |  |  |  |  |  |  |  |  |  |  |
|  |                |  |  |  |  |  |  |  |  |  |  |  |  |  |  |  |
|  | Праксіфея      |  |  |  |  |  |  |  |  |  |  |  |  |  |  |  |
|  |                |  |  |  |  |  |  |  |  |  |  |  |  |  |  |  |
|  |                |  |  |  |  |  |  |  |  |  |  |  |  |  |  |  |
|  | Егей           |  |  |  |  |  |  |  |  |  |  |  |  |  |  |  |
|  |                |  |  |  |  |  |  |  |  |  |  |  |  |  |  |  |
|  |                |  |  |  |  |  |  |  |  |  |  |  |  |  |  |  |
|  | Пілас          |  |  |  |  |  |  |  |  |  |  |  |  |  |  |  |
|  |                |  |  |  |  |  |  |  |  |  |  |  |  |  |  |  |
|  |                |  |  |  |  |  |  |  |  |  |  |  |  |  |  |  |
|  | Пілія          |  |  |  |  |  |  |  |  |  |  |  |  |  |  |  |
|  |                |  |  |  |  |  |  |  |  |  |  |  |  |  |  |  |
|  |                |  |  |  |  |  |  |  |  |  |  |  |  |  |  |  |
|  | Дружина Піласа |  |  |  |  |  |  |  |  |  |  |  |  |  |  |  |
|  |                |  |  |  |  |  |  |  |  |  |  |  |  |  |  |  |
|  |                |  |  |  |  |  |  |  |  |  |  |  |  |  |  |  |
|  | Тезей          |  |  |  |  |  |  |  |  |  |  |  |  |  |  |  |
|  |                |  |  |  |  |  |  |  |  |  |  |  |  |  |  |  |
|  |                |  |  |  |  |  |  |  |  |  |  |  |  |  |  |  |
|  | Пелоп          |  |  |  |  |  |  |  |  |  |  |  |  |  |  |  |
|  |                |  |  |  |  |  |  |  |  |  |  |  |  |  |  |  |
|  |                |  |  |  |  |  |  |  |  |  |  |  |  |  |  |  |
|  | Пітфей         |  |  |  |  |  |  |  |  |  |  |  |  |  |  |  |
|  |                |  |  |  |  |  |  |  |  |  |  |  |  |  |  |  |
|  |                |  |  |  |  |  |  |  |  |  |  |  |  |  |  |  |
|  | Гіпподамія     |  |  |  |  |  |  |  |  |  |  |  |  |  |  |  |
|  |                |  |  |  |  |  |  |  |  |  |  |  |  |  |  |  |
|  |                |  |  |  |  |  |  |  |  |  |  |  |  |  |  |  |
|  | Етра           |  |  |  |  |  |  |  |  |  |  |  |  |  |  |  |
|  |                |  |  |  |  |  |  |  |  |  |  |  |  |  |  |  |
|  |                |  |  |  |  |  |  |  |  |  |  |  |  |  |  |  |
|  | Клімена        |  |  |  |  |  |  |  |  |  |  |  |  |  |  |  |
|  |                |  |  |  |  |  |  |  |  |  |  |  |  |  |  |  |
|  |                |  |  |  |  |  |  |  |  |  |  |  |  |  |  |  |

### Подвиги Тесея

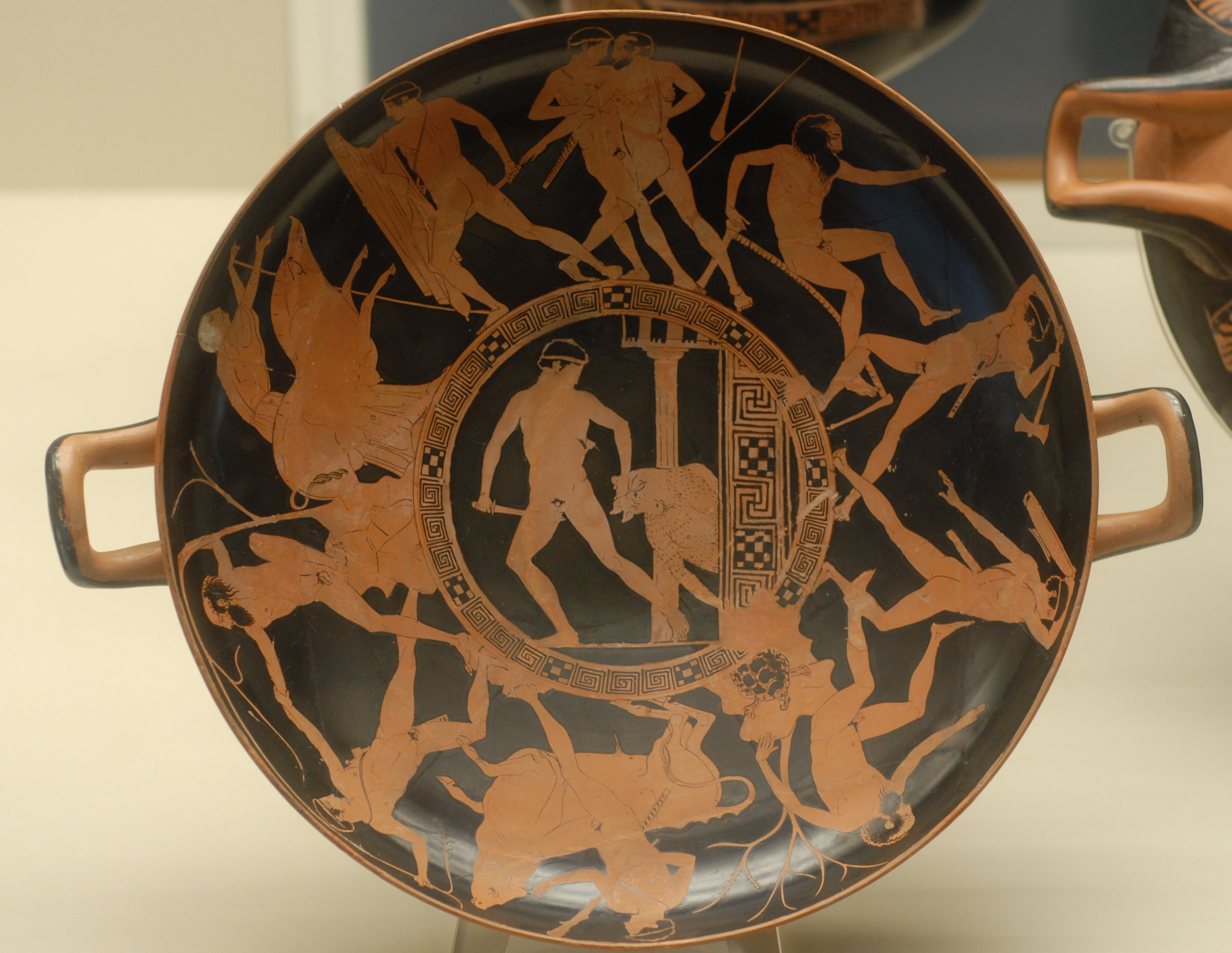
Подвиги Тесея: розпис на кіліку, 440—430 рр. до н. е.

#### Подорож до Егея
Тесей найперше уславився перемогами над розбійниками, що орудували на дорозі з Трезена в Афіни. Як і Геракл, Тесей карав злочинців відповідно до їхніх злочинів. Так, епідаврського розбійника Періфета, що вбивав подорожніх залізною палицею, герой убив нею ж. Цю палицю Тесей лишив собі як улюблену зброю.
Інший злочинець, істмійський Сініс, був надзвичайним силачем, здатним згинати сосни. Довірливих мандрівників він просив допомогти йому в цьому, а потім відпускав сосну і вона відкидала жертву й та розбивалася на смерть; або прив'язував жертву за ноги до двох зігнутих сосен і вони, випрямляючись, розривали людину навпіл. Тесей покарав розбійника так само, а його дочку Перігуну видав у шлюб з ехалійцем Діонеєм. Від Тесея Перігуна також народила Меланіппа.
Ще один убитий Тесеєм розбійник — це Скірон, який сидів на скелі та примушував перехожих мити йому ноги. Тоді він скидав жертву зі скелі в море, де їх зжерала величезна черепаха. Тесей скинув у море самого Скірона.
Керкіон з Аркадії душив людей, але Тесей перевернув його та вбив, вдаривши об землю. За деякими згадками, Тесей також збезчестив дочку розбійника, Алопу. В зв'язку з боротьбою проти Керкіона Тесею приписують винайдення мистецтва боротьби.
Ще один розбійник, Прокруст, який був батьком Сініса, клав своїх жертв на ложе. Якщо ті виявлялися довші за ложе, він відрубував їм ноги, а якщо коротші — розтягував. Тесей кинув на ложе самого розбійника та відрубав йому голову.
Герой уславився також убивством лютої дикої свині, породженої Тифоном і Єхидною, що не давала кромміонцям орати поля.
В Аттиці Тесей пройшов обряд очищення від скоєних убивств розбійників, особливо Сініса, який приходився йому далеким родичем. Будівельники, що зводили храм Аполлона Дельфінія, стали насміхатися з Тесея за те, що він носив довгий одяг і мав гарну зачіску, порівнюючи його з дівчиною. За це герой показав їм свою силу, розпрягши воза з биками, і перекинув одного бика над дахом храму.
Егей, коли ще не знав про народження свого сина, прихистив у Афінах Медею і потім одружився з нею, сподіваючись, що вона народить йому спадкоємця. Коли Тесей прибув у Афіни, Медея вже народила Меда. Вона обманула Егея, сказавши, що Тесей — це ворожий убивця. Цар за намовою дружини запросив Тесея на бенекет, де дав йому чашу вина, отруєного аконітом. Але впізнавши свій меч у Тесея, цар відкинув чашу. Місце, де вона впала, стало святинею. Егей визнав Тесея своїм сином і влаштував на честь зустрічі з ним велике святкування. Боячись кари, Медея втекла з Афін разом з Медом або Поліксеном — її сином від Ясона, ховаючись у начаклованій хмарі.
Брат Егея, Паллант, і його 50 синів, повстали проти Тесея, боячись втратити своє право на владу. Герой убив половину з них, які влаштували засідку. Тоді Паллант випросив у Тесея помилувати його та решту синів. Але з того часу його рід не вступав у шлюби з родом Агніїв, бо їхній вісник Леос попередив Тесея про засідку.

#### Тесей на Криті

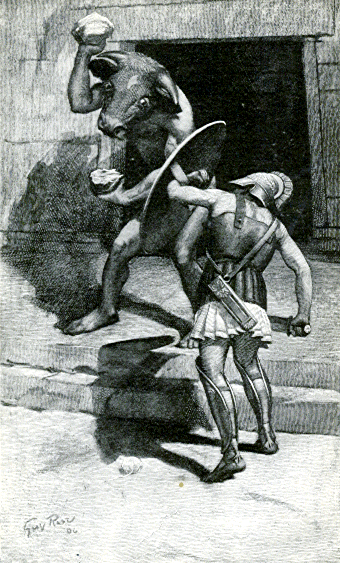
Бій Тесея проти Мінотавра. Малюнок Гелена Гербера, 1896 р.

Цар Криту, Мінос, за смерть його сина Андрогея наклав на Афіни данину: кожні 9 років йому мусили віддавати 7 юнаків і 7 дівчат. Так сталося через бика, випущеного на волю Гераклом біля Аргоса. На дорозі в Марафон бик став убивати людей, серед яких опинився Андрогей. Тесей потім приборкав цього бика, схопив його за роги та привів у Афіни, де приніс у жертву або Афіні, або Аполлону. Мінос віддавав афінських юнаків і дівчат на поживу чудовиську Мінотавру — людині з головою бика. Цю потвору народила дружина Міноса, Пасіфая, як покарання від Посейдона за те, що цар привласнив собі білого Посейдонового бика.
Коли Тесей прибув у Афіни, настав час утретє платити данину Міносу. Герой, зжалившись над невинними людьми, призначеними в жертву, вирішив покласти край жорстокому звичаю. Він сам викликався бути жертвою але за умови, що якщо він здолає Мінотавра голіруч, то афіняни більше не платитимуть данину людьми. За іншою версією, Тесея обрали в жертву за жеребом. Герой пообіцяв батькові, що в разі перемоги підніме на своєму кораблі по дорозі додому біле або пурпурове вітрило. Готуючись до відплиття, Тесей замінив двох дівчат на хоробрих юнаків і приніс у Дельфінії в жертву оливкову гілку з білою шерстю. Дельфійський оракул порадив заручитися покровительством Афродіти. Коли Тесей приніс їй у жертву козу, сталося диво і коза перетворилася на цапа. Проте він забув принести в Афінах жертву Аполлону, який розгнівався за це та послав бурю, що змусило мандрівників заплисти в Дельфи і принести жертву там.
Мінос, зустрівши кораблі Тесея, став вихвалятися тим, що він син Зевса, і хотів було збезчестити одну з дівчат, призначених у жертву Мінотавру. Тесей став на захист, заявивши, що він син Посейдона. Мінос став вимагати доказів, отож Тесей пірнув у море, де нереїда Фетіда або богиня Аміфтріта вручила йому корону та перстень.
Дочка Міноса, Аріадна, закохалася в Тесея та пообіцяла допомогти йому в подоланні Мінотавра, якщо герой потім забере її з Криту. Вона дала Тесею клубок ниток, створений раніше Дедалом, який, котячись, вказував дорогу до чудовиська. Мінотавр жив у лабіринті, де Тесей завдяки клубку знайшов чудовисько та вбив його — за різними джерелами, голіруч, палицею чи мечем. Згідно з деякими версіями, він зв'язав мінотавра та привів живого в Афіни. Тим часом двоє юнаків, переодягнених у дівчат, убили сторожу, звільнили решту дівчат (юнаки лишилися як заручники) і дісталися до корабля. Тесей перед тим пробив дно критських кораблів, щоб вони не могли почати переслідування. Отож, разом з союзниками, врятованими жертвами та Аріадною, Тесей успішно втік із Криту.
За кілька днів Тесей полишив Аріадну на острові Наксос. За різними версіями, він вчинив так або з політичних мотивів, боячись її появи в Афінах, або бо закохався в Еглу, дочку Панопея, або через те, що Аріадну став вимагати для себе Діоніс, який чарами змусив Тесея забути про Аріадну. Потім Аріадна стала дружиною Діоніса. Її сини Феоант і Енопіон проте вважаються дітьми Тесея. Весільний вінець, подарований Діонісом Аріадні, потім був піднятий на небо та став сузір'ям Північної Корони.
Коли Мінос кинув навздогін за втікачами флот, тим самими він порушив угоду з Тесеєм, за якою в грецьких водах не міг плавати жоден корабель з командою понад 5 людей — за винятком «Арго», що боровся з піратами. Посейдон через це послав на флот бурю, кораблі прибило до Сицилії, де Мінос загинув. Син Міноса, Девкаліон, почав війну проти Тесея. Проте сталося так, що флот Тесея критяни сприйняли за частину флоту Міноса, тому підпустили його. Афіняни завдяки цьому захопили Крит, а Тесей убив Девкаліона. Критський трон таким чином перейшов до Аріадни як єдиної спадкоємиці. Вона відпустила заручників і домовилася з Тесеєм, що між Афінами та Критом більше ніколи не буде війни. За деякими поясненнями, вона одружилася з Тесеєм.

### Правління Тесея
Ставши наступним царем Афін, Тесей стратив усіх своїх противників, а потім пройшов упродовж року ритуал очищення в Трезені, де правив його син Іпполіт. Свого зведеного брата Палланта Тесей відправив у вигнання, в якому той заснував місто Паллантій в Аркадії (за іншою версією це зробив інший Паллант раніше, незадовго після Девкаліонового потопу).
Під правлінням Тесея було об'єднано 12 афінських общин, між якими точилися міжусобиці. Він приєднав до Афін передмістя. Первісна територія Афін тепер відома як Акрополь. 16 липня Тесей проголосив святом об'єднання Афін, коли богині миру Ейрені приносили безкровні жертви. Афінські ігри, що проводилися цього дня, герой перейменував на Панафінейські та дозволив брати в них участь людям з усієї Аттики. Він також запровадив поклоніння в місті Всенародній Афродіті та богині переконання Пейто. Давши місту нові закони, Тесей зрікся трону. За іншою версією, він правив і далі, і заснував династію, що правила три покоління. Він запросив до Афін іноземців і поділив населення на три стани: керівників, землеробів і ремісників. Розіслані ним вісники користувалися гаслом, відомим і набагато пізніше: «Прийдіть сюди, всі народи!» Таким чином Тесей заснував першу співдружність, а його закони виконувалися, поки владу не захопили тирани.
Тесей першим став карбувати монети, які позначав символом бика. Посейдона він проголосив покровителем Істмійських ігор. Тесей вирішив супеерчку іонійців з пелопонесцями, поставивши кам'яний стоп, на якому було написано «Це не Пелопонесс, а Іонія!» з одного боку та «Це не Іонія, а Пелопонесс!» з іншого. Крім того підтвердив право афінян на Мегару та добився, щоб афінянам на Істмійських іграх виділяли стільки землі, скільки покривало вітрило корабля, на якому вони приплили.
Цар Піріфой, до якого дійшли звістки про славу Тесея, вирішив перевірити чи правдиві розповіді про нього. Піріфой викрав у Тесея череду корів, і той погнався за викрадачем. Але коли Тесей і Піріфой зустрілися для бою, то, вражені красою та відвагою одне одного, поклялися в вічній дружбі.

### Війна з амазонками

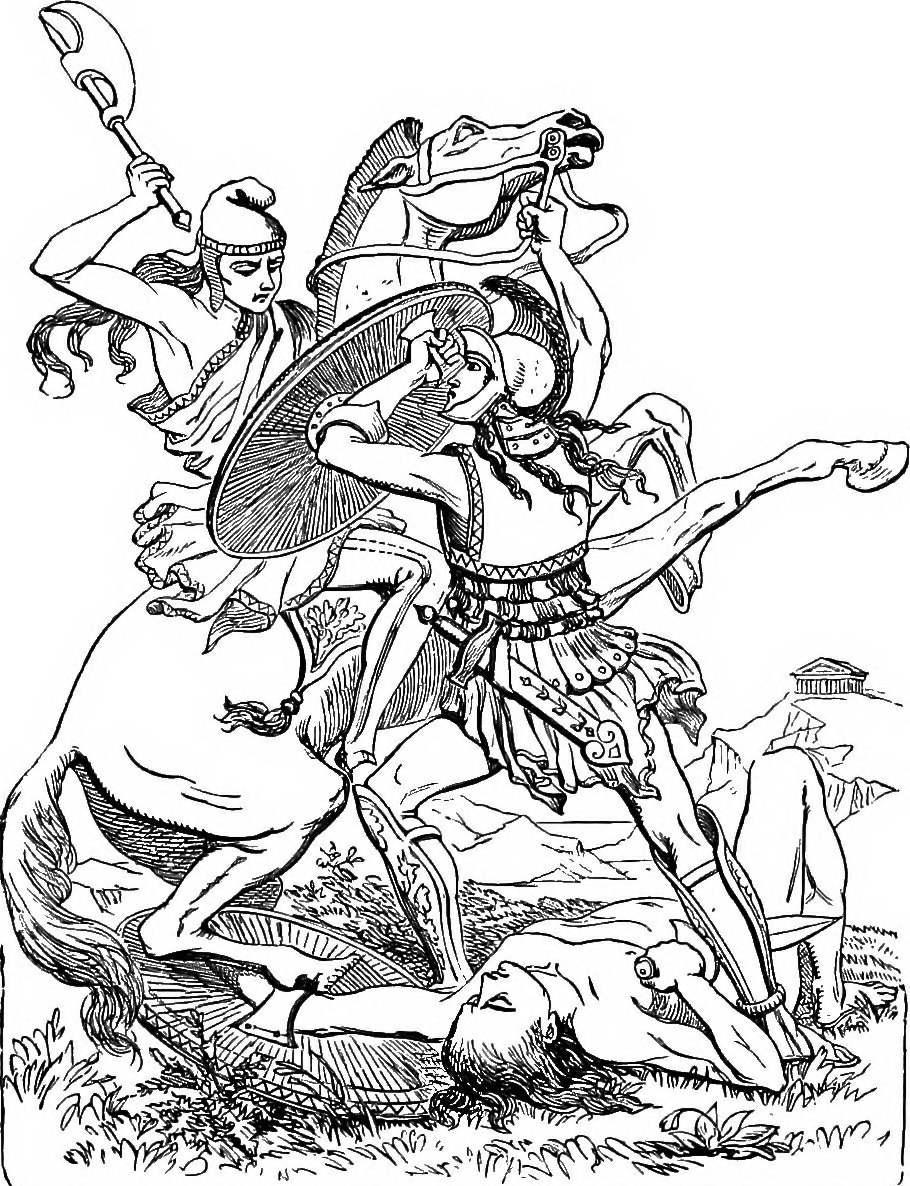
Битва з амазонками. Малюнок Чарльза Кінгслі, 1908 р.

Деякі міфографи вказують, що Тесей допомагав Гераклу у війні проти амазонок. Після перемоги він отримав як військову здобич царицю амазонок Антіопу, також знану як Меланіппа. Вона подарувала Тесею місто Феміскіру. Інша версія стверджує, що візит Тесея був мирний. Проте афінянин Солоент, закохавшись у Антіопу, кинувся від нерозділеного кохання в річку. За настановою Дельфійського оракула, Тесей повинен був заснувати місто там, де його на чужині охопить печаль. Отож, Тесей заклав місто Піфополь на честь Піфійського Аполлона, а сусідню річку назвав Солоент. Потім він відплив з Антіопою. Різні варіанти міфу стверджують, що вона або була до прихильна до Тесея, або ж він її викрав.
Сестра Антіопи Оріфія виступила проти Тесея. Заручившись підтримкою скіфів, вона очолила велике військо амазонок, яке провела через Кімерійський Боспор, Дунай, Фракію, Фессалію та Беотію до Афін. Оріфія облаштувала табір та принесла жертву Аресу на пагорбі, що зветься Ареопаг. Армії не починали битву, поки Тесей за порадою оракула не приніс жертву Фобосу. Правий фланг війська Тесея був розгромлений, але лівий ціною великих втрат відтіснив амазонок до їхнього табору. Результати битви різняться, одні міфографи писали, що через чотири місяці афіняни та амазонки уклали мир, інші — що Тесей гнав амазонок аж до Скіфії, де вони і осіли. Оріфія або загинула в бою, або померла з горя в Мегарі. За переказами, могили амазонок лишилися в Амазонії, Фессалії, Хоронеї, Лаконії та інших відомих грекам землях. У Трезені на честь перемоги Тесея спорудили храм Ареса.
Дельфійський оракул передбачив, що Тесей уб'є Антіопу. Так і сталося, коли він уклав союз із критським царем Девкаліоном і одружився з його сестрою Федрою. Антоіпа з ревнощів ввірвалася на весілля озброєною, погрожуючи повбивати гостей. Спалахнула битва, в якій Антіопа загинула.

### Війна з кентаврами
На весіллі царя Піріфоя з Гіпподамією гостями, окрім людей, були кентаври. Їм розташували у гроті, де подали вина. Проте кентаври, які доти вина не пили та не розбавляли його водою, як робили греки, швидко сп'яніли. Їхній ватажок Евріт накинувся на Гіпподамію, а за його прикладом решта кентаврів напали на присутніх жінок і хлопчиків. Піріфой з Тесеєм вирушили на допомогу, відрізали Евріту ніс та вуха, і при допомозі лапітів викинули кентавра із гроту. Почалася затяжна битва, через яку кентаври потім довго ворогували з лапітами. Як пояснюється, так підлаштували Арес і Ерида за непошану до себе. Тесей вигнав кентаврів з їхніх давніх мисливських угідь на горі Пеліон. Кентаври стали мстити лапітам і змусили їх переселитися на півострів Малея. Під час війни з кентаврами Тесей знову зустрівся з Гераклом, якого не бачив з дитинства, і посвятив його у Еливсінські містерії Деметри.

### Тесей в Аїді
Після смерті Гіпподамії Піріфой переконав Тесея викрасти Єлену Спартанську, сестру Діоскурів: Кастора й Полідевка. Тесеєва дружина Федра незадовго до цього повісилася, тому Тесей також бажав одружитися з Єленою. Піріфой з Тесеєм домовилися допомагати одне одному в цій справі, а кому дістанеться Єлена вирішити за жеребом. Тому, хто лишиться без дружини, вони поклялися добути іншу дочку Зевса, чого б це їм не коштувало. Їм вдалося викрасти Єлену, коли вона приносила жертву Артеміді; за жеребом вона дісталася Тесею. Єлені на той час було 12 років, а за деякими джерелами навіть менше. Тесей, боячись, що викрадення посварить афінян з Діоскурами, доручив своєму другові Афідну сховати дівчинку. Мати Тесея, Етра, піклувалася про Єлену. Деякі варіанти виправдовують викраденням тим, що його вчинили як помсту за викрадення Діоскурами Левкіппіди. Інші стверджують, що її батько Тіндарей сам передав дочку під захист Тесеєві, щоб захистити її від свого небожа Енарефора.
Коли Єлена стала повнолітньою, Піріфой нагадав Тесею, що йому теж потрібна нова дружина. Він і Тесей звернулися до оракула, який відповів запитанням: чому б їм не викрасти Персефону, дружину Аїда? Вірний клятві, Тесей спустився з Піріфоєм у царство Аїда в Тенарі. Вони ввійшли в палац Аїда, котрий, вислухавши заяву про одруження з Персефоною, запропонував гостям сісти на трон. Але щойно вони сіли, як приросли до трону. Аїд призначив зухвальцям покарання: Тесея з Піріфоєм оточували змії, бичували еринії, та шматував Цербер.
Через 4 роки Геракл спустився в царство Аїда, щоб виконати свій повиг — викрадення Цербера. Він звільнив Тесея, відірвавши від трону. Частина плоті лишилася на троні, чим пояснювали непропорційну статуру нащадків Тесея. Піріфой же лишився на місці в покарання за своє зухвальство. Інші версії стверджують, що Геракл все ж визволив і Піріфоя, або не визволив нікого з них. Є також думка, що вони хотіли викрасти дочку царя Аїдонея з міста Кіхір. Цар за це кинув Піріфоя на розтерзання собакам, а Тесея ув'язнив, поки його не визволив Геракл.

### Смерть Тесея
Поки Тесей перебував у Аїда, Діоскури шукали Єлену та грабували Аттику. Врешті вони знайшли сестру в селі Афідни, яке зрівняли з землею. Проте на знак пам'яті про порятунок сестри Діоскурів спартанці пощадили це місце під час Пелопоннеської війни. За деякими твердженнями, на сховок Єлени вказав Академ, який отримав за це велику пошану в спартанців. На його честь потім назвали Академію. Щоб врятувати Афіни, афіняни посвятили Діоскурів у Елівсінські містерії та дали їм почесне громадянство. Діоскури виявили милосердя до афінян, за що потім були підняті на небо, де стали сузір'ям Близнюків. Етру та сестру Піріфоя забрали в рабство, щоб вони доглядали за Єленою. Дехто з міфографів писали, що Єлена народила від Тесея Іфігенію.
Повернувшись в Афіни, Тесей збудував вівтар Геракла Рятівника та присвятив йому святилища інших місцях. Потім він забрав своїх дітей у Евбею, а афінян прокляв. Сам він поплив на Крит, але через бурю висадився на острові Скірос. Тамтешній цар Лікомед прихистив Тесея. Проте Тесей став просити для себе ділянку землі, за що Лікомед скинув Тесея зі стрімчака.
За легендою, під час Марафонської битви дух Тесея повстав з-під землі, надихнув афінян і сам кинувся на персів у всеозброєнні. За настановою піфії кістки Тесея після цього треба було перепоховати в Афінах. Жителі Скіроса не хотіли виказувати де могила героя, але на неї вказав орел. Кістки перевезли в Афіни та поховали у святилищі Тесея.

## Трактування образу

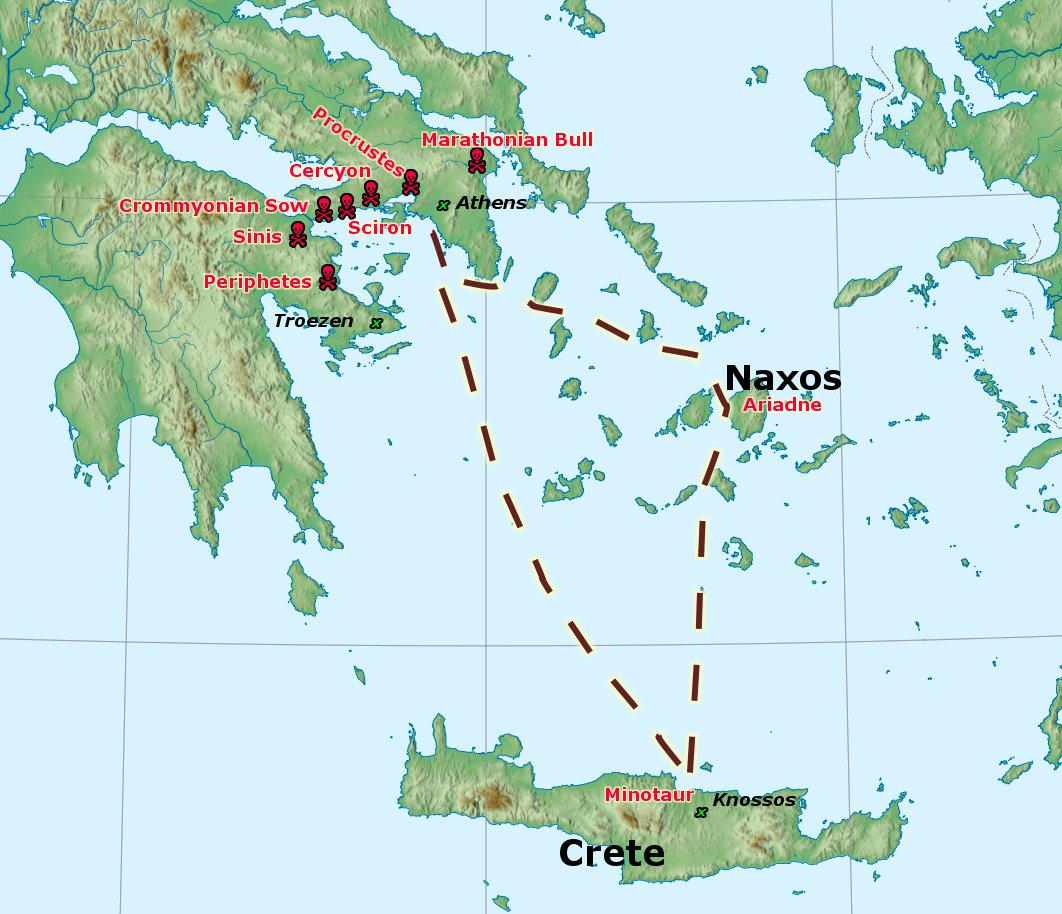
Карта подвигів Тесея

Припускають, що спершу міфологічних героїв на ім'я Тесей могло бути декілька, щонайменше троє: один родом з Тесея, другий — з Марафона в Аттиці, а третій — з країни лапітів. Вже до VI ст. до н. е., ці троє героїв злилися в одного. Лапітський рід Бутадів, який складав аристократичну верхівку Афин і узурпував жрецькі обов'язки пеласгського роду Ерехтеїдів, виставляв Тесея як противагу дорійському Гераклу. Відвідання Етрою острова Сферія, де з нею злігся Посейдон, може трактуватися як обряд храмової проституції, якою там займалися неодружені дівчата. Меч і сандалі, успадковані від батька, напевне були регаліями царської влади та використовувалися в обряді коронації за бронзової доби. Можливо, що Тесей — це не власне ім'я, а титул царя-жерця, що здійснював обряди на скелі, яка і згадується в міфах про юність героя.

## У культурі і мистецтві
Афінські гончарі античної доби, оздоблюючи посуд міфологічними малюнками, з другої половини 6 століття до н. е. майже забули про Геракла і замість нього зображували подвиги Тесея. У мистецьких творах він зовні дуже схожий на Геракла, від якого відрізняється хіба що юнацьким виглядом і поставою.
Серед античних авторів Тесей був одним з найулюбленіших персонажів Софокла та Евріпіда. Його біографію як цілком історичного персонажа написав Плутарх.
У сучасній літературній дилогії «Тесей» Мері Рено (дилогію складають романи «Цар мусить померти» (The King Must Die, 1958) та «Бик з моря» (The Bull from the Sea, 1962)) подано життєпис героя, який трактується максимально реалістично із залученням сучасних знань про крито-мікенську цивілізацію, зокрема про культ богині Матері Део (Деметри).
Скульптурні зображення Тесея створювали Антоніо Канова, Етьєн Жюль Раме, Антуан-Луї Барі. Живописне зображення Тесея належать Леону Баксту, «Тесей та Етра» — Лорану де ла Ір, Шарлю-Едуару Шезу тощо.